# Prepona pylene
Espèce
Prepona pylene est une espèce d'insectes lépidoptères (papillons) de la famille des Nymphalidae, de la sous-famille des Charaxinae, de la tribu des Preponini et du genre Prepona.

## Dénomination
Prepona pylene a été décrit par William Chapman Hewitson en 1854.

### Noms vernaculaires
Prepona pylene se nomme Narrow-banded Shoemaker ou Mottled Prepona en anglais,.

### Sous-espèces
- Prepona pylene pylene ; présent au Brésil et en Guyane.
- Prepona pylene bahiana Fruhstorfer, 1897 ; présent au Brésil
- Prepona pylene eugenes Bates, 1865 élevée au rang d'espèce Prepona eugenes[4]
- Prepona pylene gnorima Bates, 1865 ou Prepona gnorima présent en Colombie et en Guyane
- Prepona pylene jordani Fruhstorfer, 1905 ; présent en Équateur
- Prepona pylene laertides Staudinger, 1898 ; présent en Bolivie, au Paraguay et au Brésil
- Prepona pylene philetas Fruhstorfer, 1904 ; présent au Honduras[1],[4].

## Description
Prepona pylene est un grand papillon au bord externe des ailes antérieures concave et bord externe des ailes antérieures et postérieures festonné. La face supérieure est noire avec une large bande bleue bleu-vert métallisé allant du milieu du bord costal au milieu du bord externe des ailes antérieures et aux ailes postérieures du milieu du bord costal au bord interne près de l'angle anal.
Le revers est beige nacré clair dans la partie basale et plus foncé dans la partie distale qui est ornée aux ailes postérieures de deux ocelles noirs cerclés de jaune, l'un proche de l'angle anal, l'autre proche de l'apex.

## Biologie
Sa biologie est mal connue.

## Écologie et distribution
Prepona pylene est présent dans le sud du Mexique, au Honduras, en Équateur, en Colombie, en Bolivie, au Paraguay, au Pérou, au Brésil et Guyane,,.

### Biotope
Prepona pylene réside dans la forêt tropicale humide.

### Protection
Pas de statut de protection particulier.